# Alm Express
De Alm Express is een korte kabelbaan met kleine gondels, gelegen in het Ahrntal in Italië.
De lift gaat met een snelheid van 16 kilometer per uur over het traject en kan in totaal 2400 personen per uur vervoeren.
De Alm Express is gebouwd in 2007 door de firma Doppelmayr, en werd in het winterseizoen 2007/2008 in gebruik genomen. De gondels lopen halverwege onder de Speikboden kabelbaan door.
Alm Express · Bernhard Glück · Seenock · Skischulenbahn · Sonnklar · Speikboden